# Lego City Undercover: The Chase Begins
Lego City Undercover: The Chase Begins es un videojuego de acción y aventura de mundo abierto desarrollado por TT Fusion, que salió a la venta en la Nintendo 3DS en abril de 2013. A diferencia de los anteriores títulos de Lego desarrollados por Traveller's Tales, que se han basado en varias licencias, el juego se basa en la marca Lego City y fue publicado por Nintendo. Sirve como precuela de Lego City Undercover de la consola Wii U.

## Argumento
En marzo de 2011, unos dos años antes de los sucesos de Lego City Undercover, Chase McCain, un policía novato que trabaja para el Departamento de Policía de Lego City, tiene un objetivo en mente: meter al hombre más buscado, Rex Fury, en la cárcel.
En cuanto a las conexiones de la historia, fue Chase quien accidentalmente reveló que Natalia Kowalski, su novia que anteriormente trabajaba como reportera de noticias resultó ser la testigo secreta en el juicio de Rex, lo que la obligó a ir bajo protección de testigos. Como resultado, Chase fue finalmente exiliado de Lego City, pero no antes de que intentara arreglar sus errores persiguiendo a Rex y a los criminales que trabajan para él. También describe cómo Chase se las arregló para arrestar a Rex Fury. Además, el juego revela que el alcalde Gleeson, un personaje que también aparece en Lego City Undercover, fue anteriormente el jefe de policía, y cómo el jefe Dunby era sólo un oficial adjunto

## Desarrollo
El juego se anunció durante la conferencia de prensa de Nintendo en el E3 2011 el 7 de junio de 2011 con el nombre provisional de Lego City Stories. El 17 de enero de 2013, el juego se reveló como Lego City Undercover: The Chase Begins, y que sería una precuela para el juego de Wii U.[cita requerida]

## Recepción
Lego City Undercover: The Chase Begins recibió críticas mixtas con puntuaciones agregadas de 64% de GameRankings y 65/100 de Metacritic. IGN le dio 6.3/10, llamándolo un juego "decente" que se ve empañado por "mucha niebla, mucha carga, ninguna actuación de voz y un marco discordante".
Liam Martin de Digital Spy le dio al juego 3 de 5 estrellas, comentando la falta de atractivo del juego pero elogiando los visuales del mismo y afirmando que "Desafortunadamente, donde LEGO City Undercover se refería a las películas y utilizaba la actuación de la voz con gran efecto, las limitaciones del hardware han obligado a TT Fusion a mantener las escenas de corte habladas al mínimo, algo que en última instancia le quita la hilaridad". A pesar de sus defectos, LEGO City Undercover: The Chase Begins es un lanzamiento encantador, lleno de diversas misiones, sobre todo con impresionantes imágenes y un gran elenco de personajes".
Chris Scullion, de la revista oficial de Nintendo Magazine dio al juego un 64% de 100, comentando la cantidad de recortes de la secuela de Wii U (Undercover), afirmando que "The Chase Begins tiene muchos menos huesos divertidos que Undercover". Los chistes tontos, las inteligentes parodias y los brillantes diálogos entre los personajes han sido sustituidos por un puñado de escenas de corte medio y un montón de diálogos con mucho texto que, si bien son funcionales, rara vez son divertidos y nunca hilarantes. Los tiempos de carga eran bastante frustrantes en la ciudad de LEGO City: Undercover, pero aquí son aún más exasperantes considerando que el juego funciona con un cartucho y está diseñado para el juego portátil. También falta visualmente. La espesa niebla (para esconderse hay que dejar los edificios distantes) asfixia la ciudad y las carreteras y aceras están mucho menos llenas de gente, haciendo que parezca que estás deambulando por una LEGO City posapocalíptica. Las caras de los personajes no se mueven, lo que hace que las escenas de corte del juego sean incómodas y que la velocidad de fotogramas sea torpe si se juega en 3D. Es técnicamente impresionante, pero no tan divertido como el juego de Wii U."
El 12 de septiembre de 2013, Nintendo anunció que el juego ha vendido 264.000 unidades en Norteamérica.